# Белинский (город)
Бели́нский (с 1708 до 1948 года — Чемба́р) — город в Пензенской области России, административный центр Белинского района.
Образует муниципальное образование город Белинский со статусом городского поселения как единственный населённый пункт в его составе.

## Расположение
Город расположен на западной окраине Приволжской возвышенности, на юго-западе Пензенской области, в месте слияния рек Большой Чембар и Малый Чембар (бассейн Дона), в 129 км к западу от Пензы, в 55 км от железнодорожной станции Белинская (город Каменка) на линии Пенза — Москва и в 50 км от железнодорожной станции Тамала на линии Ртищево — Тамбов. В 1 км к северу от города проходит автодорога Пенза — Тамбов.
Расстояния в км (в скобках по автодорогам) + направление.
- Башмаково 37 СЗ.
- Пачелма 41 С.
- Гавриловка Вторая (Тамбовская область) 44 З.
- Тамала 48 Ю.
- Каменка 48 (51) СВ.
- Умёт (Тамбовская область) 53 ЮЗ.
- Кирсанов 57 (86) ЮЗ.
- Беково 59 Ю.

## История

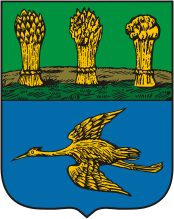
Герб Чембара (1781)

Основан в начале XVIII в. Первое упоминание относится к 1723 году в ревизской сказке ясачного крестьянина Ивана Слепова. До 1780 назывался «село Никольское, Малый Ченбар тож».
В 1780 году преобразован в уездный город Чембар Чембарского уезда Пензенского наместничества, в 1798 был упразднён, с 1801 — вновь уездный город Пензенской губернии. Памятными событиями в жизни горожан стали посещение Чембара императором Александром I (1824) и Николаем I (1836).
В конце XIX века в Чембаре было 5 церквей, 6 учебных заведений, действовали 11 мелких фабрик и заводов, в том числе 8 кирпичных. В 1901 открылась платная библиотека им. Белинского. В 1914 был построен Народный дом им. Белинского на средства, собранные по всероссийской подписке.
В Чембаре бывали писатели М. Е. Салтыков-Щедрин, И. И. Лажечников, долгое время жили П. И. Замойский (Зевалкин), художник Л. М. Жемчужников, гос. деятель М. М. Сперанский. В уездном училище учился Н. А. Ишутин.
С 1928 года Чембар центр Чембарского района Пензенского округа Средневолжской области, а с 1929 — Средневолжского края, с 1937 — в составе Тамбовской, с 1939 — в Пензенской области.
В годы Великой Отечественной войны в Чембаре работали курсы военных специальностей (радисты, медсёстры).
17 мая 1948 года Чембар был переименован в Белинский в честь литературного критика и публициста Виссариона Белинского (1811—1848), детские годы которого (с 1816 по 1829) прошли в Чембаре. Последний раз Белинский приезжал в Чембар в 1830 году.
С 1938 г. в городе работало педагогическое училище имени В. Г. Белинского, которое в 1988 г. закончил Нефёдов Вячеслав Викторович, кандидат исторических наук, вице-президент Фонда содействия развитию русской культуры (основан в городе Белинском в 2008 г.).

## Чембар в художественной литературе
Город Чембар-Белинский неоднократно упоминается в мемуарах русского писателя И. И. Лажечникова, в сборнике «В. Г. Белинский в воспоминаниях современников» и мемуарах советских авторов И. Л. Андроникова, П. И. Замойского, И. Г. Эренбурга, Г. В. Мясникова («Страницы из дневника»). В поэме Лермонтова «Черкесы» упомянут «Чембар за дубом». Его бабушка, Е. А. Арсеньева, неоднократно упоминала город в частной переписке. Чембар также отмечен в повести Ю. А. Кузнецова (Арбекова) «Уездная история» (журнал «Сура», № 5, 2011).

## Население
| 1723  | 1782  | 1858  | 1864  | 1897  | 1911  | 1917  | 1926  | 1930  | 1939  | 1959  | 1970  |
| ----- | ----- | ----- | ----- | ----- | ----- | ----- | ----- | ----- | ----- | ----- | ----- |
| 730   | ↗1186 | ↗3713 | ↘3100 | ↗5345 | ↗6201 | ↘5993 | ↘5869 | ↘4990 | ↗6006 | ↗6063 | ↗6805 |
| 1979  | 1989  | 1992  | 1998  | 2002  | 2006  | 2010  | 2011  | 2012  | 2013  | 2014  | 2015  |
| ↗7810 | ↗9028 | ↗9400 | ↗9600 | ↘8837 | ↘8798 | ↘8565 | ↘8521 | ↘8492 | ↘8413 | ↘8323 | ↘8151 |
| 2016  | 2017  | 2018  | 2020  | 2021  |       |       |       |       |       |       |       |
| ↘7971 | ↘7843 | ↘7694 | ↘7522 | ↗8656 |       |       |       |       |       |       |       |

На 1 января 2025 года по численности населения город находился на 964-м месте из 1124 городов Российской Федерации. На 1 января 2025 года численность населения составляла 8382 человек.

## Современность
В настоящее время в Белинском действуют завод «Кермет» (производит электронные компоненты), кондитерская фабрика «Невский кондитер» и сырозавод.
В городе отчасти сохранилась регулярная застройка конца XVIII века. На главной улице — деревянный дом Белинских, бывшие здания Присутственных мест и уездного училища в стиле классицизма (1-я четверть XIX века). Городской парк (был заложен в 1820-е гг.). Музей-усадьба В. Г. Белинского был основан в 1938 при участии Н. К. Крупской). В доме Белинских, здании уездного училища и в доме купца Антюшина (литературная экспозиция) хранятся книги, гравюры 1-й половины XIX века, переписка Белинского и др.
С 2008 действует Фонд содействия развитию русской культуры. Бюст Белинского работы Е. В. Вучетича. Памятники Белинскому.
Белинский филиал Каменского техникума промышленных технологий и предпринимательства http://bfktptp.esy.es
Две православных церкви. 2 средних школы. 2 предприятия связи. Стадион. Районная больница. Физкультурно-оздоровительный комплекс. Бассейн.
В 17 км к северо-востоку от Белинского, в селе Лермонтово — усадьба «Тарханы» Е. А. Арсеньевой — бабушки М. Ю. Лермонтова (музей и могила поэта).

## Памятники
- Памятник воинам, погибшим в локальных конфликтах. Открыт в августе 2013 года на территории школы № 1[29]